# Natural Selection (Computerspiel)
Natural Selection (engl. für natürliche Auslese) ist eine Total-Conversion-Mod des Computerspiels Half-Life. Das Spiel verbindet Spielelemente eines Ego-Shooters mit denen eines Echtzeit-Strategiespiels.

## Gameplay
Natural Selection ist ein Mehrspielerspiel, in welchem sich die grundverschiedenen Parteien Frontiersmen Marines und Khaara Aliens gegenüberstehen. Diese treten im komplexen Classic-Modus oder im simpleren Combat-Modus gegeneinander an.

### Handlung
In der Zukunft haben die Menschen weite Teile der Galaxie besiedelt. Die Trans-System Authority (TSA) ist in dieser Zeit ein unabhängiger Bund aus 37 „Trans-Gov“ (Regierungen oder Super-Konzerne, die über ein Phasegate Sonnensysteme miteinander verbunden haben).
Der Befall der Kharaa (der Aliens) begann im Ariadne-Arm, einem dünn besiedelten Gebiet der Galaxie. Sie befielen Transportschiffe und töteten innerhalb von wenigen Stunden die Besatzung, wodurch die Schiffe in Gravitationsquellen (Sonnen, Planeten) trieben und zerstört wurden. In einigen Fällen wurden die treibenden Schiffe auch von den Besitzern im Nachhinein abgeschossen, da immer die Gefahr bestand, dass ein Autopilot das Schiff an ein City-Dock oder einen Planeten anlegen würde. In diesem Falle käme es durch die Kharaa zu einer großen Katastrophe.
Die Kharaa entstehen aus einem Bakterium, das noch nicht komplett erforscht werden konnte. Seine Herkunft sowie seine Fortbewegung im All sind unbekannt. Es breitet sich unsichtbar wie ein Teppich auf allen Oberflächen im gesamten Schiff aus, um geeignete Stellen für einen Hive (Brutstätte) zu finden. Ist diese Stelle lokalisiert, wird aus Biomasse ein Hive errichtet, der größere Aliens gebären kann. Diese vernichten dann die gesamte Besatzung. Die Gründe für dieses Vorgehen sind unbekannt. Eine Kommunikation mit den primitiven, aber trotzdem gerissenen Aliens ist nicht möglich.
Um dieser Gefahr zu begegnen, wurde vorgeschlagen, den gesamten Ariadne-Arm unter Quarantäne zu stellen. Die TSA akzeptierte diesen Vorschlag jedoch nicht, erstens um die Menschen in diesem Sektor nicht im Stich zu lassen und zweitens weil dann Billionen von Materialwert (Schiffe, Werften, Bodenschätze …) zurückgelassen werden müssten. Vielmehr stellte sie eine Armee auf – die Frontiersmen. Diese Armee ist ausgerüstet, um innerhalb von wenigen Stunden jeden Sektor im Arm zu erreichen, befallene Schiffe zu „säubern“ und die Kharaa zu erforschen.

### Classic-Modus
Beim Classic-Modus starten die Marines an einem festen Startpunkt, die Aliens zufällig an einem von drei verschiedenen.
Das Spielziel der Aliens ist es, alle Marine-Spieler zu eliminieren, das der Marines, alle Hives zu zerstören.
Auf der Spielkarte befinden sich sieben bis neun Punkte, an denen das Fördern von Ressourcen möglich ist. Da Ressourcen benötigt werden, um bessere Waffen oder Upgrades zu erhalten, sind diese meistens hart umkämpft.
Die Ressourcen werden von beiden Parteien gleich gefördert, aber unterschiedlich benutzt. Beide Parteien errichten einen sog. „Ressource-Tower“ auf dem Punkt, der dann die anfallenden Ressourcen sammelt. Eine zweite Variante Ressourcen zu erhalten, ist das Ausschalten eines Mitgliedes der gegnerischen Partei. Diese Variante bringt allerdings nicht so viele Ressourcen wie der reguläre Abbau.

### Marines
Bei den Marines werden die Ressourcen zentral von dem sog. Commander verwaltet, einem Spieler, der das Spielgeschehen, geschützt in der Commando-Konsole, aus der Vogelperspektive betrachtet und wie in einem Echtzeitstrategiespiel Gebäude-Kits setzt, Munition- und Heilungspakete verteilt sowie seinen Soldaten (seinen Mitspielern) Befehle zu Punkten auf der Karte gibt, wie z. B. angreifen, hinbewegen oder Areal sichern.
Die Gebäude, die dabei von ihm platziert werden, sind nur Bausätze, die von den Marines vor Ort, unter Ablegen der Waffe, zusammengebaut und aktiviert werden. Mit der Zeit wird so die eigene Basis durch automatische Geschütztürme gesichert, werden Waffen sowie dazugehörende Upgrades erforscht, Bewegungsscanner errichtet und Rüstungen wie Raketenrucksack oder schwere Panzerungen hergestellt. Erforschte Technologien machen die Marines somit widerstandsfähiger und stärker. Außerdem ist es dem Commander möglich, Waffen in der Basis zu generieren. Zu der Bewaffnung der Marines zählen Maschinengewehre, Shotguns, Granaten, Minen, Schweißgeräte, Handgranaten und Granatwerfer.
Der Commander kann außerdem eine oder mehrere Sekundär-Basen bauen und diese durch „Phasegates“ (eine Art liegendes Stargate) verbinden. Dadurch ist es den Marines möglich, die Distanz zwischen zwei Phasegates in Nullzeit zu überbrücken (Teleportieren) und so verschiedene Basen oder Einsatzorte schnell zu erreichen.
Die Sekundär-Basen dienen meistens der Belagerung und Zerstörung eines Alien-Hives (Brutstätte). Dies wird durch sog. „Siege-Cannons“ ermöglicht, die in einem bestimmten Radius durch Wände hindurch eine relativ starke Energieexplosion erzeugen können.
Da die Sekundär-Basen meistens spielentscheidend sind, werden diese von den Aliens normalerweise stark attackiert.

### Aliens
Die Ressourcenverteilung ist bei den Spielern der Alien-Klasse anders. Auf dieser Seite gibt es keinen Commander, der das Spielgeschehen aus der Vogelperspektive sieht und die Ressourcen verwaltet. Jedes Alien hat seinen eigenen Ressourcen-Topf der sich langsam durch die Ressourcen-Türme oder das Ausschalten von Gegnern füllt. Durch diesen Umstand spielen sich bei Natural Selection beide Parteien relativ unterschiedlich. Bei den Aliens ist jeder für seine eigenen Ressourcen zuständig und doch muss im Team und koordiniert gearbeitet werden, um die Marines zu schlagen. Die Aliens können sich unter Verwendung ihrer Ressourcen in eine andere Lebensform verwandeln oder „Gebäude“ errichten.
Die Grundform eines Aliens ist der hundartige Skulk. Ihm ist es möglich, an Wänden und Decken entlangzulaufen, womit er meist bei einem Angriff das Überraschungsmoment auf seiner Seite hat.
Der Lerk ist ein flugfähiges Alien, das Ähnlichkeit mit einem Flugsaurier (Dimorphodon) hat. Er kann aus dem Hinterhalt Giftwolken verschießen oder im Gleitflug leise auf seine Opfer zufliegen, um diese per Biss anzugreifen.
Der Fade ist ein relativ humanoides Alien mit Sichel-Armen und für schnelle, starke Angriffe geeignet.
Das Onos ist ein großes, nashornartiges Alien mit dicker Panzerung, viel Lebensenergie und hoher Angriffskraft. Ihm ist es möglich, es mit mehreren Marines gleichzeitig aufzunehmen oder eine ganze Basis zu zerstören.
Der Gorge ist das einzige Alien, das Gebäude errichten kann (unter Verwendung von Ressourcen, darunter auch der Ressourcen-Turm). Er ist schwach gepanzert und verfügt über eine geringe Angriffskraft. Trotzdem ist dieses Alien eines der wichtigsten im ganzen Spiel.
Da es drei verschiedene Punkte auf der Karte gibt, an denen zu Beginn des Spieles der erste Hive (Brutstätte) platziert wird, bleiben noch zwei weitere Punkte frei. Ein Hive dient als Startpunkt für alle Alien-Spieler, die nach Ableben und Zeitstrafe wieder ins Spielgeschehen eingreifen. Werden von einem Gorge weitere Hives gebaut, gewinnen die Aliens mit jedem Hive eine weitere „Angriffsvariante“ dazu, bis sie mit ihren zwei Standardangriffen über insgesamt vier Angriffsvarianten (Waffen) pro Lebensform verfügen. So kann beispielsweise der Skulk bei zwei Hives einen mächtigen Sprungangriff ausführen und sich bei drei Hives selbst in einer großen Explosion zerstören.
Außer den Hives können sog. Chamber (Gebäude aus Biomasse) errichtet werden, von denen es vier Varianten gibt.
Die einfachste Variante ist der sog. „Offence-Chamber“, eine Art Bio-Selbstschussanlage. Er attackiert selbstständig alle Marines in Reichweite und ist nicht an einen Hive gebunden.
Die drei anderen Varianten sind an das Vorhandensein eines Hives gebunden, da pro existierendem Hive nur eine Variante gebaut werden kann. Sind also nur zwei Hives im Spiel, können auch nur zwei Varianten von Chambern gebaut werden. Errichtet werden können sie jedoch an einem beliebigen Punkt der Karte.
Diese drei anderen Chamber sind der Sensory-, Movement- und Defense-Chamber. Durch jeden dieser Chamber bekommt ein Alien die Auswahl an drei möglichen Veränderungen seiner Lebensform. Beim Defence-Chamber ist das die Selbstheilung, eine Panzerverstärkung oder eine Sofortrückholung zum Hive bei geringer Lebensenergie. Der Movement-Chamber lässt dem Spieler die Wahl zwischen lautlosem Rennen, schnellerem Rennen oder einem höheren Adrenalinspiegel. Als Letztes lässt der Sensory-Chamber die Aliens entweder mehr Schaden verursachen, bei langsamen Bewegungen unsichtbar werden oder die Position von Marines durch Wände sehen. Des Weiteren gibt es auch Auswirkungen, wenn man sich in direkter Nähe zu einem der drei Chamber befindet. Der Defence-Chamber heilt und der Sensory-Chamber macht unsichtbar, solange man nicht angreift. Der Movement-Chamber erlaubt es den Aliens (ähnlich wie das Phasegate), von Hive zu Hive zu teleportieren.
Eine Unterart des Classic-Modus ist der Siege-Modus. Hierbei handelt es sich um spezielle Karten, welche die beiden Parteien anfangs minutenlang durch eine geschlossene Verbindungstür getrennt halten. Beide Teams haben von Anfang an Zugang zu sehr vielen Ressource-Punkten. Diese ermöglichen ein optimales Aufrüsten, bis sich die Verbindungstür öffnet. Des Weiteren gibt es auf der Karte noch einen sogenannten siege room. Dieser ist ebenfalls durch eine Verbindungstür verschlossen, welche etwas nach der ersten Tür öffnet. In diesem Raum, der sich direkt neben dem Raum für die Hives der Aliens befindet, können die Marines Belagerungskanonen bauen und die Hives beschießen. Die Aliens sind dadurch gezwungen, früh Druck auf die Marines auszuüben. Denn gelangen diese erst einmal in den siege room, wird es sehr schwer für die Aliens, das Spiel noch für sich zu entscheiden.
Des Weiteren gibt es ein Server-Plug-in, welches eine Partie Marines gegen Marines ermöglicht. Bis auf eine farbliche Änderung zum Unterscheiden beider Teams wird am Spielkern selbst nichts geändert.

### Combat-Modus
Beim Combat-Modus starten die Marines und Aliens jeweils zusammen mit ihrem Hauptgebäude auf festgelegten Positionen. Es gewinnt das Team, welches zuerst das gegnerische Hauptgebäude zerstört. Im Gegensatz zum Classic-Modus gibt es keine Ressourcen, keine Möglichkeit Gebäude zu bauen und auch keinen Commander. Das Verbessern der eigenen Spielfigur wird individuell durch ein Erfahrungspunktesystem geregelt. Für das Eliminieren von Gegnern, Beschädigen der gegnerischen Basis oder reparieren der eigenen Basis erhält man Erfahrungspunkte. Diese lassen den Spieler mit der Zeit aufsteigen, wodurch er Punkte erhält. Diese wiederum kann man als Marine in bessere Waffen und Ausrüstung oder als Alien in eine Verbesserung der Fähigkeiten und höhere Lebensformen investieren. Stirbt ein Spieler, startet er nach kurzer Zeit wieder von seinem Hauptgebäude aus. Erworbene Spielgegenstände gehen dabei nicht verloren. Auch ist die erwerbbare Menge an Punkten begrenzt und investierte Punkte lassen sich nicht mehr zurücktauschen. Der Combat-Modus soll vor allem Anfängern den Einstieg in den relativ komplizierten Classic-Modus erleichtern und ermöglicht unter anderem kürzere Spielrunden.
Auf vielen Servern kommt das inoffizielle Server-Plug-in Xmenu zum Einsatz. Dieses beinhaltet weitere Verbesserungsmöglichkeiten der Spielfigur und erhöht die Grenze der erreichbaren Punkte. Ein weiteres verbreitetes Server-Plug-in, welches Buildmenu heißt, ermöglicht das Bauen von Gebäuden. Des Weiteren ist es möglich, wie beim Classic-Modus, eine Marines gegen Marines Partie zu bestreiten.

## Entwicklung
Die Entwicklung von Natural Selection begann im Jahr 2001, angeführt vom Hauptprogrammierer Charlie „Flayra“ Cleveland, welcher später das Unternehmen Unknown Worlds Entertainment gründete. Zu einem recht frühen Entwicklungsstadium wurde das NSTR (Natural Selection Technology Release) veröffentlicht, dieses enthielt viele Texturen und ermöglichte es, mit dem Karteneditor Worldcraft schon vor Veröffentlichung des Spiels eigene Maps zu erstellen. Am 29. September 2001 wurde erstmals eine Demoversion des Spiels auf der dritten Half-Life Mod Expo in San Francisco der Öffentlichkeit präsentiert. Die erste spielbare Version 1.0 erschien am 31. Oktober 2002, genau an Halloween. Diverse Patches folgten, bis die Mod im Januar 2003 schließlich als Version 1.04 vorlag. Um die Entwicklung zu finanzieren, richteten die Entwickler ein Constellation-System ein, das es ermöglichte, Geld zu spenden. Die nächste Version, an der gearbeitet wurde, hieß 1.1, wurde dann aber aufgrund der vielen Veränderungen in 2.0 umbenannt und schließlich im Juli 2003 veröffentlicht. Im Januar 2004 erschien die Mod in Beta-Version 3.0 und brachte als große Erneuerung den Combat-Modus. Es dauerte bis zum März 2005, bis die Final-Version 3.0 fertiggestellt wurde. Im November 2005 erschien schließlich Version 3.1, an welcher bis zum April 2006 gearbeitet wurde. Die Final-Version von 3.2 wurde im März 2007 veröffentlicht. Danach wurde die Entwicklung eingestellt. 2014 erfolgte die Veröffentlichung des Quelltextes unter der GNU General Public License.

## Wettkampf
Auch Natural Selection ist für E-Sport-Wettkämpfe ausgelegt. Gewöhnlich treten zwei Teams mit jeweils sechs Spielern gegeneinander an. Gespielt werden zwei Runden auf einer zuvor vereinbarten Map, wobei beide Teams einmal auf der Seite der Marines und einmal als Aliens spielen. Eine zeitliche Begrenzung gibt es nicht, das Team, welches zuerst das gegnerische eliminiert, gewinnt. Steht es nach den zwei gespielten Partien 1:1, einigt man sich auf ein Unentschieden oder spielt, im Falle eines Play-off- oder Turnierspiels, weitere Runden.
Mannschaften aus Nordamerika traten anfangs in der Cyberathlete Amateur League gegeneinander an, diese wurde aber kurze Zeit später aufgrund von mangelnder Teilnahme und schlechter Führung geschlossen. Die übrig gebliebene Spielgemeinschaft gründete die ANSL (American Natural Selection League), welche bis Anfang 2008 regelmäßig Spielsaisons veranstaltete. Europäische Teams spielten anfangs in verschiedenen Ligen, beispielsweise in der ClanBase oder GaminGorb. Später schlossen sie sich zusammen und gründeten im Jahr 2005 die ENSL (European Natural Selection League).

## Rezeption

### Auszeichnungen
- Mod of the Year 2002[11]
- Mod of the Year 2004 in der Kategorie Strategie[12]
- PC Game of the Year-Special Award: Modification of the Year[13]

## Nachfolger
Die Arbeiten am Vollpreis-Spiel Natural Selection 2 haben 2006 begonnen. Hierfür wurde ein Blog auf der offiziellen Webseite eingerichtet, der regelmäßig über den Entwicklungsfortschritt berichtet. Anfangs wurde das Spiel für die von Valve entwickelte Source Engine konzipiert, später stieg man jedoch auf eine selbst programmierte Engine namens Spark um. Um die Entwicklung finanzieren zu können, wurde das Computerspiel Zen of Sudoku entwickelt. Die Fortsetzung sollte die Grundzüge von Natural Selection weitgehend behalten, jedoch auch einige Erneuerungen beinhalten, die erst durch die neue Spiel-Engine ermöglicht wurden. Die Integration der Skriptsprache Lua sollte das Spiel einfacher modifizierbar machen. Die erste spielbare Alpha-Version ist seit dem 26. Juli 2010 für alle Vorbesteller der Special Edition zugänglich. Am 18. November 2010 wurde die erste Beta-Version für alle Vorbesteller veröffentlicht.